# Mouzaki
Mouzaki  este un oraș în Grecia în prefectura Karditsa.